# Bedunia
Bedunia fue una antigua ciudad de los astures cismontanos, localizada en el término municipal de Cebrones del Río (León). Pertenecía al conventus iuridicus Asturicensis dentro de la provincia Hispania Citerior Tarraconensis.

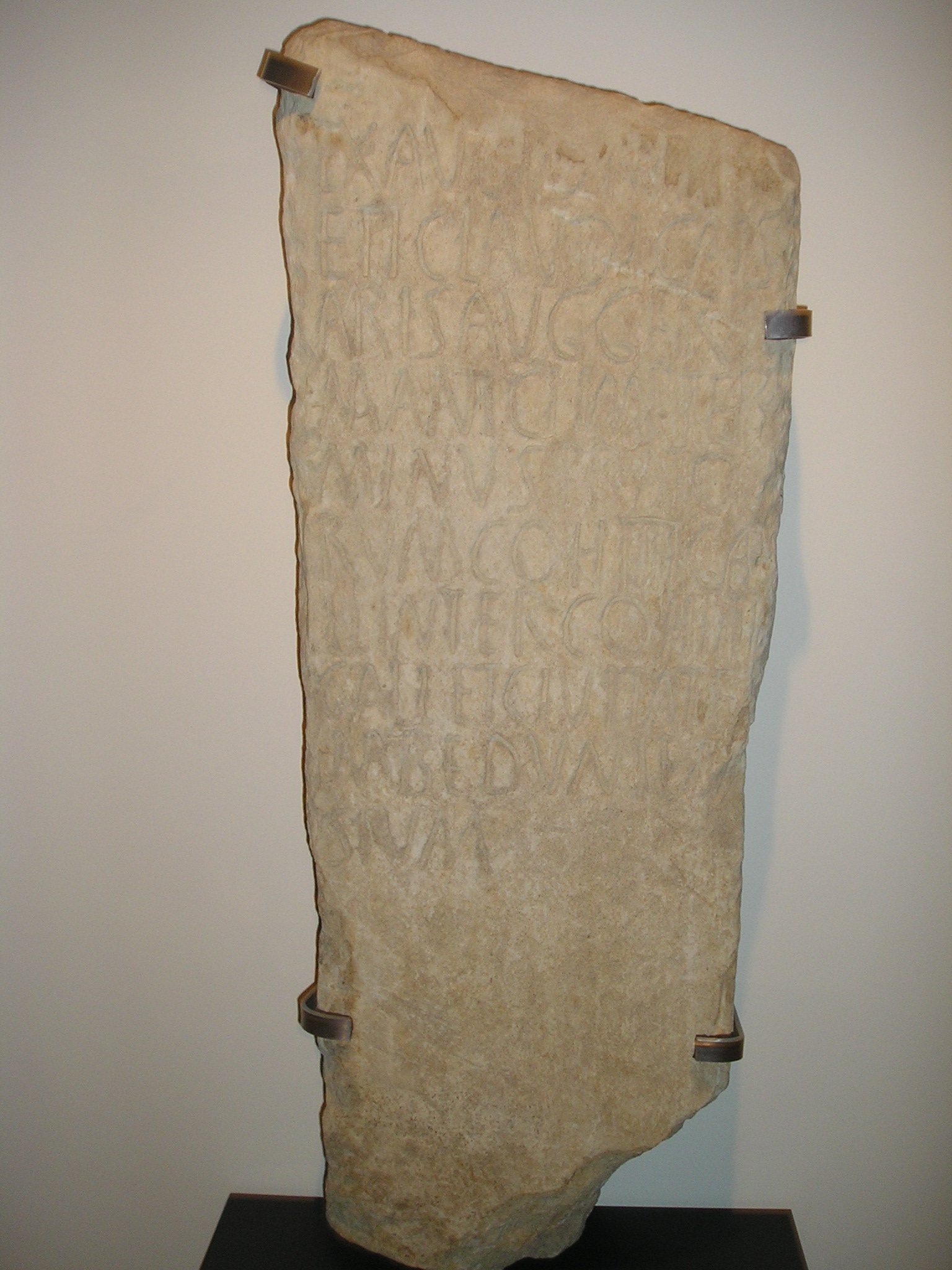
Terminus Augustalis que delimitaba los prata de la Cohors IV Gallorum con el territorium de la ciudad de Bedunia, realizado en 41-42 bajo Claudio I. Castrocalbón (León).

## Historia
Aparece citada por Ptolomeo y como mansio del Itinerario de Antonino y del Itinerario de Barro en la vía XXVI de Asturica Augusta a Caesar Augusta. También aparece recogida en varios Termini Augustalis que separaban su territorio de los prata de la Legio X Gemina y de la Cohors IV Gallorum. Posiblemente, con el Edicto de Latinidad de Vespasiano del año 74, alcanzó la categoría de municipium.
El lugar concreto de su localización es el Castro de San Martín de Torres, donde aparecen restos de construcciones, y abundantes restos de cerámica común y Terra sigillata, y monedas desde Augusto hasta finales del siglo IV.